# Léon Betoulle
Léonard (Léon) Betoulle, né le 25 octobre 1871 à Limoges où il est mort le 30 novembre 1956, est un homme politique français. 
Socialiste, maire de Limoges, il détient un des records de longévité à la tête d'une mairie, avec 38 années cumulées (1912-1941 et 1947-1956). Il est aussi le cofondateur du journal Le Populaire.

## Biographie
Né au quartier du Sablard, Léon Betoulle est d'origine populaire : sa mère était couturière et elle élevait seule son enfant. Élève sérieux, il devient employé du porcelainier Théodore Haviland.
Membre de la SFIO, il rejoint le parti de Jean Jaurès et Jules Guesde. Il participe en 1905, au lancement du journal Le Populaire du Centre. Il eut au même moment les Grèves de Limoges de 1905 puis l’accueil du général Marie Charles Justin Tournier, nouveau commandant de la région militaire 12e corps d'armée (France) et militant catholique, le 14 mars, a tourné à la manifestation antimilitariste. La grève fera une victime Camille Vardelle tué par une balle perdue alors qu'il assistait aux émeutes dans le jardin d'Orsay le 17 avril.
Conseiller municipal puis adjoint au maire de Limoges, Émile Labussière, il démissionne en 1906 et conduit une liste composée de nombreux élus démissionnaires de la majorité sortante, mais il est battu par le conservateur François Chénieux. Il conquiert finalement la mairie en 1912 en battant le Docteur Adrien Desbrières. Il est réélu en 1919, 1925, 1929 et 1935.
Il est député de la Haute-Vienne de juin 1906 à décembre 1924, où il devient sénateur du même département. Il a également été président du conseil général de la Haute-Vienne de 1929 à 1940. 
Durant ses premiers mandats de maire, il modifie considérablement le visage de la ville, en décidant notamment la destruction et le remplacement de plusieurs vieux quartiers insalubres comme le Viraclaud et le Verdurier, permettant la réalisation de la rue Jean-Jaurès, notamment. Figure du socialisme municipal, il engage également de nombreux programmes de construction de logements, en créant l'Office public des habitations bon marché en 1919, dont les réalisations les plus emblématiques sont la cité-jardin de Beaublanc, la cité Casimir-Ranson ou la cité des Coutures. 
En 1940, il vote les pleins pouvoirs au maréchal Pétain, tout comme Jean Le Bail, mais il est révoqué de la mairie avec son conseil municipal en 1941. Critiqué par la Résistance, notamment communiste, mais pas seulement, il reste à l'écart de la vie publique après la Libération. Il parvient toutefois à reconquérir son poste en 1947 et le conserve jusqu'à sa mort en 1956, après avoir été réélu une dernière fois en 1953. Léon Betoulle ne cassa pas la dynamique entreprise par l’équipe municipale de Georges Guingouin en 1947. En ce sens, en 1951, l’ancien Stade Jean-Jaurès est remplacé par un stade de Football-Rugby, moderne pouvant accueillir plus de 12 000 spectateurs. À ce moment, le sport est privé d'une « salle couverte » municipale. Malgré les charges répétitives d’Albert Chaminade (1912-2009), elle ne suffiront pas à convaincre la municipalité de construire cet outil. Il avait également été exclu de la SFIO et avait rejoint le Parti socialiste démocratique, structure d'accueil des socialistes compromis sous le régime de Vichy de Pierre Laval.
Il affirmera en 1956, peu de temps avant sa mort : « J'ai peut-être commis des erreurs, mais jamais une mauvaise action. J'ai travaillé inlassablement pour ma ville. »
La place de la mairie de Limoges portait son nom jusqu'en décembre 2021, au moment où une décision controversée renomme cette place. Une stèle en sa mémoire est apposée sur le côté de la mairie.
Sa dépouille repose au cimetière de Louyat. Ses obsèques avaient été célébrées avec solennité.